# Donut RAPT
Donut RAPT（ドーナツ ラプト）は、Donutを元に開発されたdonut Rの後継ウェブブラウザである。本家の軽さ・安定性を元により多機能化が図られた。作者はRAPT。

## 概要
donut Rが開発停止したため、当時、ヘルプの作成を手伝っていたRAPTが個人的に開発を引き継ぐ形で開発が開始した。特に目立つ機能こそ無いがお気に入りの個別セキュリティ設定や複数語による検索など利用できる機能は多い。
開発者RAPTがフェンリルに入社した現在でも、精力的なバージョンアップによる機能強化が行われており、一部の機能がフェンリルの製品SleipnirやGraniへと移植されている。
また、公式サイトではDonut RAPTの他に、同様にdonut Rをベースとした軽量・簡易版のDonut L、Lの検索機能を強化したDonut Qを配布している。尚、Qのみソースコードは公開されておらずプロプライエタリのライセンス形態を取る。
それぞれの最新バージョンではオプション設定からレンダリングエンジンの指定ができ、IE8互換モードも選択可能となっている。
また、インストール時にパスワードマネージャーソフトのロボフォームも同時にインストールできる。